# マクペラの洞窟虐殺事件
マクペラの洞窟虐殺事件（マクペラのどうくつぎゃくさつじけん）は、1994年2月25日にヨルダン川西岸地区南部の都市ヘブロンで発生した大量殺人事件。アブラハムのモスク虐殺事件、ヘブロン虐殺事件、プリム虐殺事件などとも呼ばれる。
マクペラの洞窟（ヘブライ語: מערת המכפלה, ローマ字転写: maarat ha-makhpelah）とは、ヘブロン市内にある洞窟の名で、旧約聖書に記されている最初の人間アダムとイヴや、族長たち（アブラハム、イサク、ヤコブ）とその妻たちの墓があるとされる。洞窟には「アブラハムのモスク」が併設され、ユダヤ教徒、イスラム教徒双方にとっての聖地となっている。
事件はユダヤ教徒のプリムとムスリムのラマダーンという双方の祭日が、丁度重なっている時期に発生した。襲撃を実行したのは、バールーフ・ゴールドシュテインというアメリカ合衆国出身で、ユダヤ人入植地キルヤット・アルバに住む医師だった。ゴールドシュテインはまたイスラエル国防軍の予備役兵で、ユダヤ人の極右思想であるカハネ主義の活動家でもあった。パレスチナ人のムスリム29名が殺害され、125名が負傷し、ゴールドシュテイン自身もその場で殺された。事件後、中東各地で暴力的な抗議活動が発生し、衝突や襲撃などでイスラエル人、パレスチナ人双方に多数の死者が出た。 

## 虐殺
マクペラの洞窟に併設されている建造物は、壁により2つの区画に分けられており、1つはユダヤ教徒が、もう1つはムスリムが礼拝に使用する場となっている。ユダヤ教徒用の区画は、ユダヤ教の割礼の儀式であるブリット・ミラーの会場である「アブラハムのホール」や、「ヤコブのホール」、イェシーバー (ユダヤ教学院) などからなっており、毎日多くのユダヤ教の宗教行事が執り行われていた。一方、ムスリム用の区画は、ユダヤ教徒の区画よりはるかに広く、「イサクのホール」と呼ばれている。ユダヤ教徒、ムスリムの双方に、1年の内10日間ずつが、洞窟の施設を占有して使用する期間として割り振られている。
2月25日5時、800名ものムスリムのパレスチナ人が、1日5回の礼拝の最初の祈り (Fajr) を捧げるため、建物の東の門から入場した。陸軍の制服を着用、IMI ガリル（イスラエル製アサルトライフル）と35発入りの弾倉4個を携行したゴールドシュテインは、ムスリムの集まっている「イサクのホール」に侵入した。ゴールドシュテインは警備を行っていたイスラエル軍の兵士に呼び止められずに侵入できた。これはゴールドシュテインが、「イサクのホール」の隣のユダヤ教徒の区画で礼拝をしに来た兵士と思われたためである。
ゴールドシュテインは洞窟からの唯一の出入口の前、礼拝を行うムスリム達の背後に位置しライフルを乱射、29名を殺害し、125名を負傷させた。ゴールドシュテインは、その場に生き残っていた者達に取り押さえられ、消火器や支えの鉄柱などで暴行を加えられて死亡した。
事件後の報道内容には多くの混乱が見られた。特に、襲撃はゴールドシュテイン単独の犯行か、他に共犯者がいたのかについては誤った情報が流れた。例えば、目撃者の証言として、「軍の制服を来たもう1人の男がゴールドシュテインに弾薬を手渡した」という話が報じられたこともある。また、ゴールドシュテインがムスリム達に手榴弾を投げつけたと報じられたこともあった。パレスチナ人の指導者ヤーセル・アラファートは、襲撃はイスラエルの予備役兵の部隊を含む12名により実行されたと主張した。しかし、イスラエル軍や後に設置された調査委員会による調査により、洞窟の警備に当っていたイスラエル軍が彼を援護したり、故意に犯行を黙認したことはなく、ゴールドシュテインは単独で襲撃を実行したこと、また、手榴弾は使用されなかったことが明らかになった。しかしながら、複数犯行説を主張した被害者たちは、別々の病院で手当てを受けており、口裏合わせは不可能という報道もあった。

## 事件に対する反応

### イスラエル
イスラエルの政府、主だった政党、そして多数の市民は、ゴールドシュテインの犯行を直ちに非難した。さらにユダヤ教各派の団体のスポークスマン達は、この犯行を不道徳なテロ行為であると非難した。ゴールドシュテインの所属していたカハネ主義政党の「カハ (Kach)」はテロ組織として非合法化された。極右活動家達の中には武器を没収され、当局に身柄を拘束された者もいた。
イスラエルの議会「クネセト」では、イツハク・ラビン首相が、アメリカ出身のゴールドシュテインを「外国から移植された」「正道から外れた雑草」と呼んで非難した。またラビン首相は「この恐るべき男や彼のような者達にこう言いたい。あなた達はシオニズム運動の恥であり、ユダヤ教に対する邪魔者だ」とも述べた。また、右派政党リクードの党首、ベンヤミン・ネタニヤフは、「これは卑劣な犯罪だ。明確な非難を表明する」とする声明を公表した。
一方、ゴールドシュテインの犯行を支持する主張も見られた。エルサレムのある高校では、過半数の生徒が犯行を支持した。また教育省では、全国の教師を集めて会議を開き、席上でゴールドマン教育副大臣が虐殺を批判した。すると、犯行を支持する教師たちによってゴールドマンは石を投げられ、会場から逃げ出したという。

#### シャムガール委員会
イスラエル政府は、独立して事件を調査すべく、イスラエルの最高裁判所の判事、メイル・シャムガールを長とする公式な委員会を設置した。委員会の調査によって明らかにされたのは以下の点である。
- ゴールドシュテインは単独犯で、襲撃は計画から実行まで、周囲の誰にも打ち明けることなく彼一人によって行われた[11]。
- 洞窟の警備を行っていたイスラエル国防軍と地元の警察、行政機関との連携に問題があった。
- ユダヤ人テロリストを監視するイスラエル総保安庁はゴールドシュテインの犯行を予期していなかった。
- 生存者の証言にあるイスラエル軍の関与や、手榴弾による爆発は残された証拠と矛盾する。調査に当った委員達は手榴弾の破片を一つも見つけることが出来なかった[11]。

### イスラエル国外のユダヤ人社会
イギリスの主席ラビ、ジョナサン・サックス博士は、その声明の中で「このような振る舞いは、ユダヤ的価値観を取り違えた行為で、ユダヤ的価値観を穢すものだ。聖なる祭日に、祈りの場所で礼拝者に対して行われた犯行は神への冒涜に等しい」と述べた。またその声明の中で彼はさらに、「暴力は邪悪である。神の名を騙って行われる暴力は、その分さらに邪悪である。まして、神に祈っている人々に対して加えられる暴力の邪悪さは言語道断である。」とも述べている。
イギリスで発行されているユダヤ人向け新聞「ジューイッシュ・クロニクル」の論評で、ユダヤ人コラムニストのハイム・バーマントは、ゴールドシュテインの所属していた「カハ」を「ネオナチ」、「アメリカによって生み出され、アメリカの資金で活動する、アメリカの銃文化の産物」と呼んで批判した。また、同じ紙面には、イギリスのいくつかの進歩的なシナゴーグで、この襲撃の被害者のための寄付金活動が行われたことも報じている。

### 抗議活動
事件後、怒った群衆が各地で暴動を起こし、これにより26名のパレスチナ人と9名のイスラエル人が死亡した。ヨルダンのアンマンでは、77歳のイギリス人旅行客が、抗議活動をしていたアラブ人に刺された。犯人のアラブ人2名は逮捕され、ヨルダン内務省は国民に対し、冷静になり抗議行動を自省するよう呼びかけた。

### その他
ゴールドシュテインがこのような行動をとった動機は不明である。しかし事件から間もない頃、「カハ」から分離したニューヨークのカハネ主義団体「カハネ・ハイ (Kach and Kahane Chai)」のスポークスマンは、ゴールドシュテインの親しい友人の話として「彼はイスラエルとパレスチナの和平プロセスを阻止したかったのだ。彼にとって襲撃の実行日は、ユダヤ人の勝利を記念した祭日「プリム」以外になかった。」と述べている（プリムは、古代バビロニアで、あるユダヤ人女性が勇気を奮って陰謀を企てる王の重臣を告発し、ユダヤ人を虐殺から救ったという旧約聖書中の『エステル記』の故事に因んだ祭日）。
キルヤット・アルバのラビは、ゴールドシュテインへの弔辞として次のように述べた「彼は医師としてあまりにも多くのことを見すぎて、それらに耐えられなくなったのだ。それで彼は気がふれてしまったのだろう。」。
500名のイスラエルの成人を対象に、国際中東平和センター (the International Centre for Peace in the Middle East) が実施した世論調査では、78.8パーセントの人はこの虐殺を非難しているが、3.6パーセントの人はゴールドシュテインを賞賛しているとの結果が出た。